# Эвкалипт Перрина
Эвкалипт Перрина (лат. Eucalyptus perriniana) — вечнозеленое дерево, вид рода Эвкалипт (Eucalyptus) семейства Миртовые (Myrtaceae).

## Распространение и экология
В природе ареал вида охватывает низкогорья южной части острова Тасмания.
В плохих условиях растёт в виде стелющихся или приподнятых кустарников высотой 1—1,5 м; в хороших достигает размеров больших деревьев.
Выдерживает кратковременное понижение температуры в -11… -10 °C и продолжительное в -9… -8 °C, но при более сильных морозах отмерзает до корня.
Обладает медленным ростом. Самое старое дерево в Батумском ботаническом саду за 40—45 лет достигло высоты 11 м, при диаметре ствола 34 см, в Гульрипши дерево того же возраста и за тот же срок соответственно 15 м и 40 см, а в Гудаутах за 10—12 лет — 5—6 м высоты

## Ботаническое описание
Дерево высотой до 6—9 м
Кора гладкая, пятнистая.
Молодые листья супротивные, в большом числе пар, округлые или эллиптически-сердцевидные, длиной 5—6 см, шириной 4—10 см, тупые или коротко остроконечные, сизые. Взрослые — очерёдные, черешковые, ланцетные, длиной 8—13 см, шириной 1—2,5 см, сизые, утолщённые.
Зонтики пазушные, трёхцветковые, сидящие на толстых цветоносах длиной 2—5 мм; бутоны сидячие, эллиптические, длиной 8—9 мм, диаметром 6—7 мм, сизые; крышечка широко коническая или полушаровидная.
Плоды сидячие, полушаровидные, усечённые, длиной 5 мм, диаметром 8 мм; диск мелкий, плоский; створки в числе 4—5, очень короткие, несяно выдвинутые.
На родине цветёт в январе — марте; на Черноморском побережье Кавказа — в октябре — декабре.
Для размножения необходимо использовать семена от сильно рослых деревьев.

## Значение и применение
Древесина используется мало.
Листья содержат эфирное (эвкалиптовое) масло, состоящее из цинеола (около 60 %), пинена, и растворимых альдегидов.
В декоративном отношении представляет большой интерес как красивое дерево с голубой листвой.

## Таксономия
Вид Эвкалипт Перрина входит в род Эвкалипт (Eucalyptus) подсемейства Миртовые (Myrtoideae) семейства Миртовые (Myrtaceae) порядка Миртоцветные (Myrtales).
|  |                                      |  |                                                             |                                                             |                    |  | ещё 13 семейств (согласно Системе APG II) | ещё 13 семейств (согласно Системе APG II)    |                                              |  |  |  | ещё 130 родов       | ещё 130 родов        |  |  |
|  |                                      |  |                                                             |                                                             |                    |  | ещё 13 семейств (согласно Системе APG II) | ещё 13 семейств (согласно Системе APG II)    |                                              |  |  |  | ещё 130 родов       | ещё 130 родов        |  |  |
|  |                                      |  |                                                             | порядок Миртоцветные                                        |                    |  |                                           |                                              | подсемейство Миртовые                        |  |  |  |                     | вид Эвкалипт Перрина |  |  |
|  |                                      |  |                                                             | порядок Миртоцветные                                        |                    |  |                                           |                                              | подсемейство Миртовые                        |  |  |  |                     | вид Эвкалипт Перрина |  |  |
|  | отдел Цветковые, или Покрытосеменные |  |                                                             |                                                             | семейство Миртовые |  |                                           |                                              | род Эвкалипт                                 |  |  |  |                     |                      |  |  |
|  | отдел Цветковые, или Покрытосеменные |  |                                                             |                                                             |                    |  |                                           |                                              |                                              |  |  |  |                     |                      |  |  |
|  |                                      |  | ещё 44 порядка цветковых растений (согласно Системе APG II) | ещё 44 порядка цветковых растений (согласно Системе APG II) |                    |  |                                           | ещё 1 подсемейство (согласно Системе APG II) | ещё 1 подсемейство (согласно Системе APG II) |  |  |  | ещё более 700 видов |                      |  |  |
|  |                                      |  |                                                             | ещё 44 порядка цветковых растений (согласно Системе APG II) |                    |  |                                           |                                              | ещё 1 подсемейство (согласно Системе APG II) |  |  |  |                     |                      |  |  |